# Schizma (zespół muzyczny)

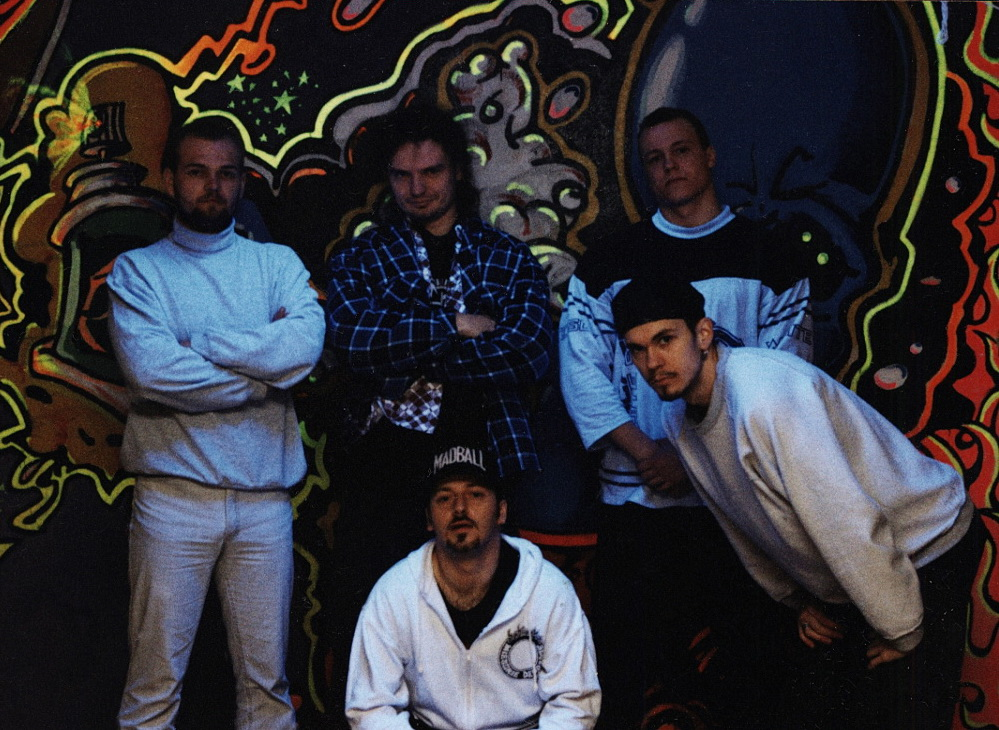
Sesja zdjęciowa z Pestką jako wokalistą w bydgoskim klubie "Pasikonik" wykorzystana na kasecie "Live" z 1995 r.

Schizma – polski zespół muzyczny wykonujący hardcore, działający w Bydgoszczy.

## Historia
Zespół powstał w 1990 roku w Bydgoszczy, na gruncie punk rockowej formacji Kompania Karna. Przez ponad 20 lat istnienia grupa przechodziła wiele zmian personalnych, jednak od początku istnienia do dziś pozostaje wierna bezkompromisowemu brzmieniu hard core i etyce niezależności. W dorobku Schizmy znajduje się sześć albumów studyjnych oraz inne wydawnictwa: minialbumy, albumy koncertowe, splity, kompilacje, jednak głównym elementem działalności zespołu są niezwykle żywiołowe, gromadzące wielu zagorzałych zwolenników koncerty. Oprócz częstych odwiedzin w różnych zakątkach Polski, zespół wielokrotnie odwiedzał Niemcy i Francję, zanotował też wizyty w Czechach, na Łotwie, Litwie i w krajach byłej Jugosławii. Najbardziej egzotyczną przygodą koncertową grupy była wizyta na International Rock Festival w Busan, w Korei Południowej w 2002 roku, gdzie – w związku z turniejem Mistrzostw Świata w Piłce Nożnej 2002 – Schizma wystąpiła przed wielotysięczną publicznością u boku takich sław jak Cannibal Corpse czy Kreator.
W początkowym okresie działalności (album Energia) grupa grała połączenie hardcore oraz punk, zaś w tekstach podejmowane były tematy osobiste oraz problematyka antyfaszystowska. Autorem tekstów piosenek grupy w tym okresie był Martin Eden; właśc. Marcin Kornak – niezależny poeta bydgoski, w latach 90. związany ze środowiskiem anarchistycznym, antyfaszystowskim, ekologicznym i literackim. W tym okresie zespół dołączył też do ogólnopolskiego projektu mającego na celu promocję tolerancji, a ich utwór znalazł się na pierwszej składance Muzyka przeciwko rasizmowi, firmowanej przez Stowarzyszenie „Nigdy Więcej”.
Po dokonanych zmianach w składzie (w szczególności na pozycji wokalisty), od połowy lat 90. Schizma zdecydowanie zaczęła reprezentować nurt hardcore w swojej postawie oraz warstwie muzycznej, zaś w tekstach utworów grupa podejmowała przede wszystkich tematy społeczne oraz konflikty międzyludzkie. Swoją pozycję na scenie grupa umacniała kolejno albumami Miejskie Depresje (1994), Pod Naciskiem (1996), Unity 2000 (1998) oraz nagrany w języku angielskim State Of Mind (2001). Na pierwszym z ww. albumów dodatkowe wokalizy wykonał Arkadiusz Wiśniewski, ps. „Pestka”, który od kolejnej płyty został głównym wokalistą Schizmy.
W 2004 ukazał się album składankowy pt. XIII, będący zbiorem ponownie nagranych wcześniejszych utworów zespołu, a także coverów oraz nagrań koncertowych, stworzony z gościnnym udziałem m.in. znanego warszawskiego rapera Vienia oraz Kikiego, wokalisty legendarnej grupy punkowej Abaddon. W 2006 Schizma odbyła drugą w swojej historii trasę koncertową z francuską grupą L’Esprit du clan, zaś z tej okazji został wydany wspólny split. W tym samym roku Schizma uczestniczyła w trasie Metal Union Roadtour 2006. Najważniejszym jednak wydarzeniem tego roku była premiera pierwszego po pięciu latach albumu studyjnego pt. Hardcore Enemies, wydanego nakładem berlińskiej wytwórni Mad Mob Records. Jej polska premiera miała miejsce pod koniec października, a europejskie wydanie w marcu 2007. Pod koniec 2008 roku zespół opuścił długoletni gitarzysta „Schizmaciek”, mający do tego czasu najdłuższy staż w szeregach Schizmy.
Równolegle do istnienia Schizmy przywrócony został do życia skład grupy z lat początkowych – działający pod nazwą Schizma’90. W jego skład weszli Salem, Monter, Wookee, Bobas, SchizMaciek i Pestka.
W 2009 nakładem Spook Records wydano reedycję albumu Unity 2000. W grudniu 2010 premierę miał siódmy album studyjny grupy zatytułowany Whatever It Takes Whatever It Wrecks, nakładem Spook Records. W późniejszych latach grupa wydała dwa minialbumy EP, zawierający utworzy ponownie z tekstami w języku polskim: Dla Was w 2013 i O Nas 27 stycznia 2017.
W 2014 został opublikowany film dokumentalny o zespole zatytułowany „Ewolucja buntowników” (twórcy: Maciej Wacław, Lech Wilczaszek). 17 lutego 2023 nakładem wytwórni Piranha Music miał premierę album pt. Upadek.

## Muzycy
| Obecny skład zespołu - Pestka (Arkadiusz Wiśniewski) – śpiew - Wania (Mariusz Śpiewakowski) – gitara - Młody (Maciej Kanclerz) – perkusja - Kwaśny (Piotr kwaśnik) – gitara - Pirania (Damian Prill) – gitara basowa | Byli członkowie zespołu - Monter (Jarosław Mątewski) – perkusja - WooKee (Łukasz Niedźwiedzki) – gitara basowa - Bobas (Mirosław Pierzynkowski) – gitara - Salem (Piotr Salemski) – śpiew - Lechu (Leszek Gatz) – gitara basowa; zmarł w 2023 - Krzyżak (Marek Hegenbarth) – gitara basowa - bidon666 (Andrzej Biaduń) – gitara basowa - Schizmaciek (Maciej Wacław) – gitara; zmarł w 2022 - Laczo (Tomasz Kapelański) – gitara basowa |

## Dyskografia

### Albumy studyjne
- 1992: Energia (Nikt Nic Nie Wie)
- 1994: Miejskie depresje (QQRYQ)
- 1996: Pod naciskiem (QQRYQ), reedycja 2010 (Spook Records)
- 1998: Unity 2000 (ETC), reedycja 2009 (Spook Records)
- 2001: State of Mind (Shing Records), reedycja 2011 (Spook Records)
- 2006: Hardcore Enemies (Mad Mob Records)
- 2010: Whatever it Takes, Whatever it Wrecks (Spook Records)
- 2023: Upadek (Piranha Records)

### Minialbumy EP
- 2013: Dla Was (Spook Records)
- 2017: O Nas (Spook Records)

### Albumy koncertowe
- 1990: Live in Bydgoszcz (Heartcore)
- 1991: Live in Torun  (QQRYQ Productions)
- 1995: Live (Heartcore) (Heart 026)[14] - kaseta

### Inne
- 1992: Ostatnia Odslona
- Voices 7" (Division)

### Splity
- 2000: Split z Tears Of Frustration 7" (Shing Records)
- 2006: Split z L’Esprit du clan (Shing Records)

### Kompilacje
- 2004: XIII (Shing Records)

### Single
- 2001: All But Hearts (Shing Records)

### Kompilacje V/A
- 1997: Muzyka przeciwko rasizmowi (utwór „Zbyt długo”)

## Teledyski
- 2001: „All But Hearts”[15]
- 2010: „Survival of the Worst”[16]
- 2017: „Nie mam czasu”[17]
- 2023: „Żar i Lód”[18]
- 2024: „Intruz”[19]